# Thorium-232
Thorium-232 of 232Th is een onstabiele radioactieve isotoop van thorium, een actinide, met een zeer lange halveringstijd van ruim 14 miljard jaar. Aangezien de abundantie van de isotoop op Aarde 100% bedraagt, valt thorium onder de mononuclidische elementen.
Thorium-232 kan ontstaan door radioactief verval van actinium-232, protactinium-232 of uranium-236.
{\displaystyle {\ce {{^{232}_{89}Ac}->{^{232}_{90}Th}+{e^{-}}+{\bar {\nu }}_{e}}}}
{\displaystyle {\ce {{^{232}_{91}Pa}->{^{232}_{90}Th}+{e^{+}}+{\nu }_{e}}}}
{\displaystyle {\ce {{^{236}_{92}U}->{^{232}_{90}Th}+\,_{2}^{4}\alpha }}}

## Radioactief verval
Thorium-232 heeft een halveringstijd van ongeveer 14 miljard jaar. Het vervalt vrijwel volledig door alfaverval naar de radio-isotoop radium-228:
{\displaystyle {\ce {{^{232}_{90}Th}->{^{228}_{88}Ra}+\,_{2}^{4}\alpha }}}
De vervalenergie hiervan bedraagt 4,0816 MeV.
Thorium-232 vervalt in zeldzame gevallen door dubbel betaverval naar de radio-isotoop uranium-232:
{\displaystyle {\ce {{^{232}_{90}Th}->{^{232}_{91}Pa}+{e^{-}}+{\bar {\nu }}_{e}}}}
{\displaystyle {\ce {{^{232}_{91}Pa}->{^{232}_{92}U}+{e^{-}}+{\bar {\nu }}_{e}}}}
Thorium-232 vervalt in 1,1 × 10−9 % van de gevallen door spontane kernsplijting naar verschillende radio-isotopen
Thorium-232 vervalt in 2,78 × 10−10 % van de gevallen door clusterverval naar de radio-isotopen ytterbium-182, neon-26 en neon-24:
{\displaystyle {\ce {^232_90Th -> ^182_70Yb + ^26_10Ne + ^24_10Ne}}}
208Th · 209Th · 210Th · 211Th · 212Th · 213Th · 214Th · 215Th · 216Th · 216m1Th · 216m2Th · 217Th · 218Th · 219Th · 220Th · 221Th · 222Th · 223Th · 224Th · 225Th · 226Th · 227Th · 228Th · 229Th · 229mTh · 230Th · 231Th · 232Th · 233Th · 234Th · 235Th · 236Th · 237Th · 238Th · 239Th